# 존 자럿

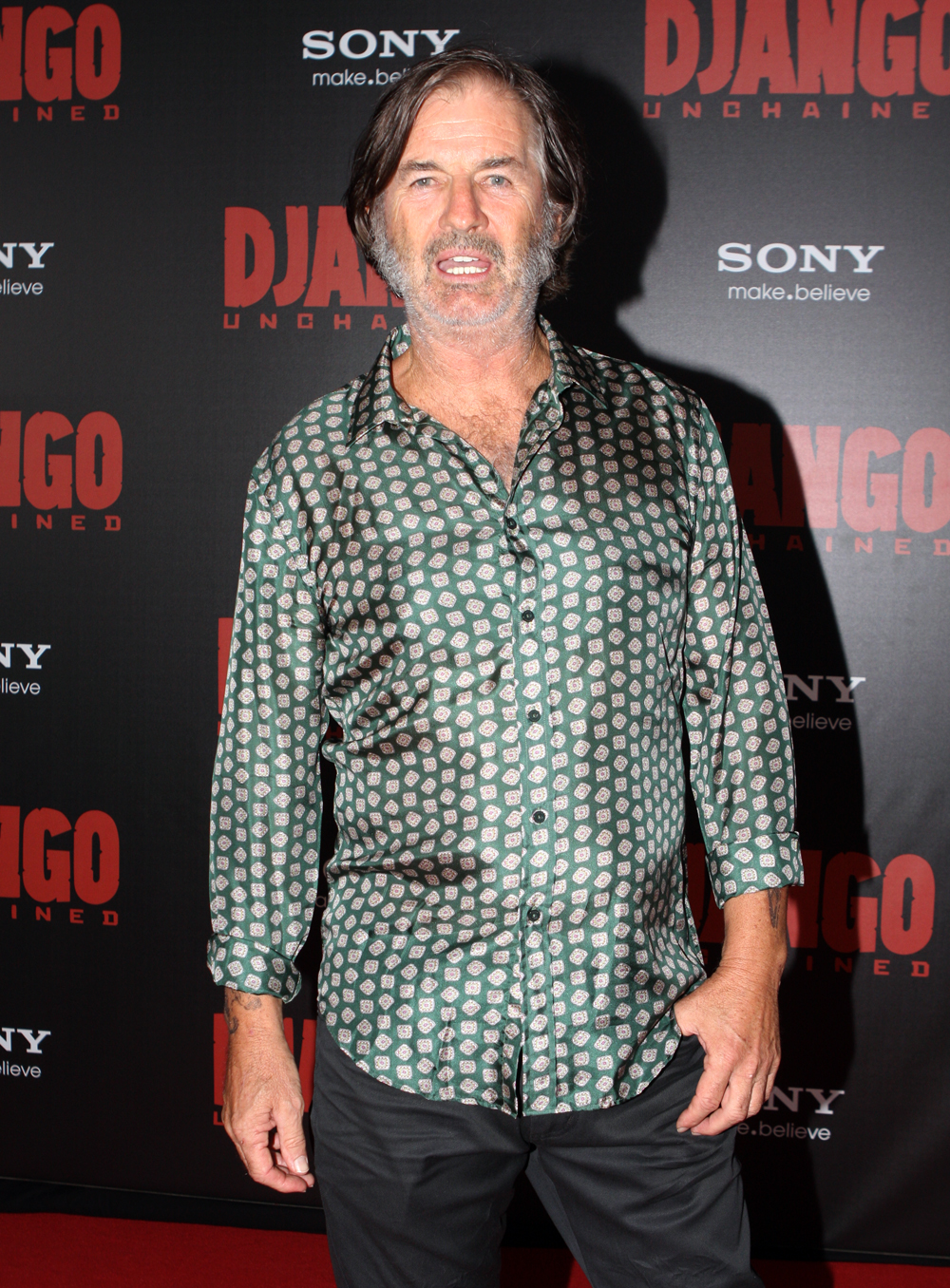

존 자럿(John Jarratt, 1951년 8월 5일 ~ )은 오스트레일리아의 영화배우, 텔레비전 배우이다.

## 영화
- 보어 살인 멧돼지 (2018년) - 켄 역
- 레드 독: 트루 블루 (2016년)
- 우리집에 왜 왔니?  (2015년)
- 울프 크릭 2 (2013년) - 믹 타일러 역
- 100 블러디 에이커스 (2012년) - 버크 역
- 장고:분노의 추적자 (2012년)
- 바디 컬렉션 (2011년) - 프랭클린 로드 역
- 배드 비헤이벼 (2010년)
- 니들 (2010년) - 코로너 폴 역
- 새비지 크로싱 (2009년) - 필 역
- 헐리웃과 맞장뜨기: 호주 B무비의 세계 (2008년)
- 오스트레일리아 (2008년) - 하사관 역
- 로그 (2007년)
- 울프 크릭 (2005년) - 믹 테일러 역
- 앨리스의 귀향 (1988년) - 잭 역
- 다크 에이지 (1987년)
- 더 네이키드 컨트리 (1985년)
- 황야의 여인 (1983년)
- 베트남 블루스 (1979년)
- 지미 블랙스미스 (1978년)
- 바다와 소년 (1978년)
- 썸머 시티 (1977년)